# Ulster Volunteer Force
L'Ulster Volunteer Force è una organizzazione paramilitare terroristica nordirlandese che durante i Troubles in Irlanda del Nord si è opposta all'IRA e al suo obiettivo di riunificazione con l'Eire.

## Storia
Fondata nel 1965, l'Ulster Volunteer Force emerge nel 1966 e porta il nome di un'organizzazione lealista irlandese con base nelle contee del nord, tradizionalmente protestanti e unioniste, nata agli inizi del XX secolo per bloccare la politica di devolution chiamata "Home Rule". Il primo leader è stato Gusty Spence, un soldato britannico. Il gruppo intraprende una campagna armata di circa trent'anni durante i troubles. L'organizzazione dichiara un cessate il fuoco nel 1994 (in seguito agli accordi del venerdì santo) e termina ufficialmente la campagna militare nel 2007, anche se alcuni dei suoi membri continueranno in seguito a commettere reati o entreranno in altre organizzazioni paramilitari lealiste.
Il gruppo è classificato come organizzazione terroristica da Regno Unito, Repubblica d'Irlanda e Stati Uniti. L'organizzazione ha mantenuto una stretta segretezza ed una politica di arruolamento molto selettiva e limitata. L'UVF dichiara di aver combattuto contro il repubblicanesimo irlandese - in particolare l'Irish Republican Army - e per mantenere lo status dell'Irlanda del Nord come parte del Regno Unito.
Essa è responsabile di circa cinquecento omicidi; la maggior parte delle vittime era rappresentata da civili cattolici. Il più sanguinoso attentato sul suolo nord-irlandese è stato l'attentato esplosivo al McGurk's Bar, un bar frequentato da irlandesi cattolici e nazionalisti. L'esplosione causò quindici morti - tra cui due bambini - e diciassette feriti. L'organizzazione ha inoltre avviato - dal 1969 - una campagna di attentati sul territorio irlandese, dei quali il più sanguinoso è indubbiamente la detonazione di diverse autobombe nella giornata del 17 maggio 1974 nelle città irlandesi di Dublino e Monaghan. L'attentato ha causato trentaquattro morti e più di trecento feriti ed è ancora uno dei più sanguinosi dei troubles.